# 대서역
대서역(大西驛)은 경기도 이천군 장호원읍 대서리에 위치했던 안성선의 철도역이다. 현재는 흔적도 거의 남아있지 않다.

## 연혁
- 1927년 9월 15일 : 영업 개시
- 1944년 12월 1일 : 태평양전쟁으로 안성~장호원간 선로철거로 폐역